# Collilongus
Collilongus – rodzaj niewielkiego archozauromorfa żyjącego we wczesnym triasie na obecnych terenach Europy. Został opisany w 2009 roku przez Magdalenę Borsuk-Białynicką i Andrieja Sennikowa w oparciu o jeden kręg szyjny (ZPAL RV/580) pochodzący z datowanych na wczesny olenek osadów w Czatkowicach (osiedle Krzeszowic). Wstępnie do tego taksonu przypisano również trzy inne kręgi szyjne, cztery kręgi tułowiowe i dwanaście ogonowych. Collilongus był niewielkim archozauromorfem – centra kręgów szyjnych dorosłych osobników mierzą 12–13 mm; mniej niż u wszystkich innych przedstawicieli Archosauriformes z wyjątkiem Euparkeriidae. Wydłużonym kształtem kręgi szyjne Collilongus najbardziej przypominają te należące do oleneckich rauizuchów z obecnych terenów Rosji, w szczególności należących do rodzajów Tsylmosuchus, Vytshegdosuchus, Dongusuchus i Energosuchus. Jego przynależność do rauizuchów jest możliwa, jednak z powodu niekompletności szczątków nie może zostać w pełni potwierdzona. Pomimo stosunkowo niewielkich rozmiarów Collilongus był największym zwierzęciem, którego skamieniałości odnaleziono na stanowisku Czatkowice 1.
Nazwa gatunku typowego, Collilongus rarus pochodzi od łacińskich słów collum („szyja”), longum („długa”) oraz rarus („rzadka”) i odnosi się do wydłużonych kręgów szyjnych zwierzęcia oraz rzadkiego występowania jego skamieniałości na stanowisku Czatkowice 1.